# Yto Barrada
Yto Barrada (* 1971 in Paris, Frankreich) ist eine französisch-marokkanische Künstlerin, die sich hauptsächlich mit Fotografien, Videos und Skulpturen befasst.

## Leben
Barrada ist die Tochter des französischen Journalisten Hamid Barrada und Mounira Bouzid. In ihrer Jugend verbrachte sie einige Jahre in Tanger in Marokko, bevor sie Politikwissenschaften an der Sorbonne in Paris studierte und Fotografie am International Center of Photography in New York City belegte. Später ging sie zurück nach Tanger, wo sie seit 1998 an dem Projekt A Life Full of Holes – The Strait Project arbeitet, das die Stadt als Gegenpol zu Europa auf der anderen Seite der Straße von Gibraltar zeigt, eine Stadt des „Übergangs“ für viele Menschen vom afrikanischen Kontinent nach Europa.
Gegenwärtig (2012) befasst sich Barrada mit einer anderen Grenze, der zwischen Stadt und natürlicher Umgebung. Der Arbeitstitel ist Flowers.
Zusammen mit dem Filmproduzenten Cyriac Auriol gründete Barrada das Kino Cinematheque de Tanger, dessen künstlerische Direktorin sie ist.
Seit 2006 ist Barrada mit dem amerikanischen, in Tanger lebenden Drehbuchautor und Schauspieler Sean Gullette verheiratet. Die beiden haben seit 2006 eine Tochter, Véga Barrada.
Yto Barrada lebt in Paris und Tanger.

## Ehrungen
- 2011: Deutsche Bank Artist of the Year
- 2006: Ellen-Auerbach-Stipendium für Fotografie der Akademie der Künste, Berlin

## Ausstellungen (Auswahl)
- 2023: Kunsthalle Bielefeld
- 2015: Biennale d’art contemporain de Lyon.
- 2012: Loop, Bild und Ton: Hand-Me-Downs, Studiengalerie 1.357, Goethe-Universität, Frankfurt am Main.
- 2011: Installation Die Telefonbücher (die Rezeptbücher) 2010, Gemeinschaftsausstellung ILLUMInazione: Biennale di Venezia, Arsenale, Venedig.
- 2011: Riffs, Deutsche Guggenheim, Berlin, als Künstlerin des Jahres der Deutschen Bank[2]; danach 2012/2013: Fotomuseum Winterthur.
- 2011: Appropriated Landscapes: Contemporary African Art from The Walther Collection, Neu-Ulm.
- 2011: Women Artists in the Collection of the National Modern Art Museum, Centre Pompidou, Paris.
- 2010: Play, Galerien Sfeir Semler, Beirut, Libanon.
- 2010: Uneven Geographies, Nottingham Contemporary, Nottingham, England.
- 2009: Dress Codes, International Center of Photography, Manhattan, New York City.
- 2009: Tarjana/Tranlation, Queens Museum of Art, Queens, New York City und Chelsea Art Museum, Manhattan, New York City.
- 2009–2010: Elles @ Centre Pompidou, Centre Pompidou, Paris.
- 2009: Indicated by Signs, Gemeinschaftsausstellung, Bonner Kunstverein, Bonn.
- 2009: Face of Our Time, Gemeinschaftsausstellung, San Francisco Museum of Modern Art, San Francisco.
- 2007: Biennale di Venezia.
- 2006: Preisträger-Ausstellung an der Akademie der Künste, Berlin.
- 2002: In Capital Letters, Kunsthalle Basel, Basel, Schweiz.